# آدم‌خواری (فیلم ۲۰۰۶)
«آدم‌خواری» (انگلیسی: Cannibal (2006 film)) فیلمی در ژانر ترسناک و درام است که در سال ۲۰۰۶ منتشر شد.